# Valverde de Leganés
Valverde de Leganés ist eine spanische Gemeinde (municipio) mit 4.218 Einwohnern (Stand: 2024) in der Provinz Badajoz in der Autonomen Gemeinschaft Extremadura. 

## Lage
Valverde de Leganés liegt rund 35 km südlich von Badajoz in einer Höhe von ca. 295 m. Der Río Olivenza begrenzt die Gemeinde im Westen. 

## Sehenswürdigkeiten
- Archäologischer Park El Rebellao mit mehreren Dolmen, neolithischen Siedlungsresten und einer römischen Villa
- Bartholomäuskirche aus dem 17. Jahrhundert
- Christuskapelle
- Rosenkranzkapelle
- Ruine der Märtyrerkapelle
- Antoniuskapelle
- Franziskanerkonvent Madre Dios (Bien de interés cultural) mit archäologischer Fundstätte
- Palacio de Morroy

## Persönlichkeiten
- Celestino Corbacho (* 1949), Politiker (PSOE) und Minister für Arbeit und Einwanderung (2008–2010)